# Emmanuel Macron
Emmanuel Jean-Michel Frédéric Macron (pronunție franceză: [emanɥɛl makʁɔ̃]; n. 21 decembrie 1977, Amiens, Franța) este președintele Franței. Din 2006 până în 2009 a fost membru al Partidului Socialist (Parti Socialiste, PS). Din august 2014 până în august 2016 a fost ministru al economiei în al doilea guvern Valls sub președintele François Hollande (PS). Pe data de 24 aprilie 2022, Emmanuel Macron a câștigat cel de-al doilea mandat la președinția Franței.

## Familia și studiile
Tatăl lui Emmanuel Macron este profesor de neurologie, iar mama sa medic. La vârsta de 16 ani Emmanuel Macron a câștigat un concurs de limba franceză. Ca elev al liceului iezuit „La Providence” din Amiens s-a îndrăgostit de Brigitte Auzière, profesoara sa de latină, actuala sa soție. Pentru a evita un scandal legat de relația celor doi, Emmanuel Macron s-a transferat la Lycée Henri IV din Paris, iar Brigitte Auzière la Liceul „Saint-Louis-de-Gonzague”, un liceu catolic privat din Paris.
Emmanuel Macron a obținut bacalaureatul la Lycée Henri-IV. Apoi a studiat filozofia la Institut d'études politiques de Paris, unde din 1999 până în 2001 a fost asistent al lui Paul Ricœur. În 2004 a absolvit École Nationale d'Administration (ENA). După terminarea studiilor a fost înalt funcționar public, apoi a lucrat la banca de investiții Rothschild & Co.

## Cariera politică
După o luptă la distanta detașat de Le Pen, Macron a câștigat cel de-al doilea mandat pe data de 24 aprilie 2022 , fiind primul președinte francez care este reales în două decenii diferite. Macron a câștigat alegerile prezidențiale franceze din 2017. În primul tur al alegerilor prezidențiale a obținut 24,01% din voturi și a intrat în al doilea tur de scrutin împotriva candidatei Marine Le Pen (FN), care obținuse 21,30% din voturi. În al doilea tur de scrutin a obținut 66,1% din voturi, cu o participare la vot de 74,5%. În data de 14 mai 2017 a preluat funcția de președinte de la François Hollande. 

## Legături externe
Materiale media legate de Emmanuel Macron la Wikimedia Commons
| Predecesor: François Hollande  | Președinte al Franței 2017-                                        | Succesor: în funcție |
| Titluri regale                 |                                                                    |                      |
| Predecesor: François Hollande  | Coprincipe al Andorrei 2017– Împreună cu: Joan Enric Vives Sicília | Succesor: în funcție |
| Titluri ale bisericii catolice |                                                                    |                      |
| Predecesor: François Hollande  | Canonic onorific al Bazilicii San Giovanni in Laterano 2017-       | Succesor: în funcție |